# دهستان داودآباد
دهستان داودآباد یکی از دهستان‌های استان مرکزی است که در بخش مرکزی شهرستان اراک واقع شده‌است.
بر پایه سرشماری عمومی نفوس و مسکن در سال ۱۳۹۵ جمعیت این دهستان ۲۷۴۸ نفر (در ۹۰۶ خانوار) بوده‌است.